# Акушинское наречие
Акушинское наречие — наречие или диалект севернодаргинского языка, одного из даргинских языков, на котором говорят акушинцы. Традиционно рассматривается как диалект единого даргинского языка. Является диалектной базой литературного даргинского. Распространённый в центре Акушинского и востоке Левашинского районов Дагестана. Многие носители акушинского наречия переселились в города юга Европейской части России.

## Распространение
Отличия в говорах внутри акушинского диалекта незначительны и мало заметны. Диалектная группа акушинского включает:
- Акушинский говор — селения: Акуша, Урхучимахи, Бурхимакмахи, Дубримахи и другие отсёлки.
- Левашинский говор — селение Леваши, Наскент, Какамахи, Эбдалая, Карлабко, Уллуая.

Говорящие на акушинском составляют самую большую группу среди даргинцев.

## Отличия
Лингвист Сайгид Абдуллаев выделил следующие характеристики акушинского диалекта:
- отсутствием усиленных согласных
- отсутствие лабиализации и долготы гласных
- слабостью ударения
- наличием глоттизованных и, о
- сохранение в известных условиях перед гласным и классного показателя в
- выпадение классного показателя д после приставок.